# Кончаловський Андрій Сергійович
Андрі́й Сергі́йович Кончало́вський (рос. Андрей Сергеевич Кончаловский; нар. 20 серпня 1937, Москва, Російська РФСР) — радянський та російський режисер, сценарист. Народний артист РРФСР (1980). Син Наталії Кончаловської та Сергія Михалкова. Його рідним братом є Микита Михалков, також російський кінорежисер. Українофоб та путініст.
З 15 січня 2023 року перебуває під санкціями РНБО за антиукраїнську діяльність.

## Біографія
Народився в сім'ї письменників С. Михалкова і Н. Кончаловської, дочки художника П. Кончаловського (уродженця м. Слов'янськ, тепер Донецької області).
1952 року закінчив Центральну музичну школу. В 1957 закінчив Музичне училище при Московській консерваторії.
У 1957—1959 навчався в Московській державній консерваторії по класу фортепіано.
Після закінчення у 1965 режисерського факультету Всеросійського державного інституту кінематографії (майстерня М. Ромма) почав працювати режисером на «Мосфільмі». Того ж року дебютував фільмом «Перший вчитель» за однойменною повістю Чингіза Айтматова. В ролі головної героїні Алтинай зняв молоду балерину Наталію Арінбасарову, з якою потім одружився.
1972 року отримав звання лауреата Державної премії Казахської РСР після всесоюзного успіху фільму «Кінець отамана» за його сценарієм (про ліквідацію чекістами білого отамана Дутова, 30 млн глядачів за 1972 рік).
У 1980 отримав звання народного артиста РРФСР. У тому ж 1980 виїхав до Америки, в Голлівуд. Зняв там кілька фільмів. За деякі з них отримав нагороди. Наприклад, стрічку «Гомер і Едді» (у головних ролях Вупі Голдберг і Джеймс Белуші) нагороджували на МКФ у Сан-Себастьяні. Проте згодом режисер розчарувався в американському кіно і на початку 90-х повернувся на батьківщину.
2002 — академік Національної академії кінематографічних мистецтв і наук.
2005 — офіцер ордену Мистецтв і літератури Франції.
У 2005 заснував «Продюсерський Центр Андрія Кончаловського», який створює програми для провідних каналів російського телебачення — НТВ, РТР, «Культура», «Зірка», продюсує театральні постановки, здійснює книговидавничі проекти.
З 2010 член Громадської палати Російської Федерації.
2010 року отримав Орден Почесного легіону у Франції.
У 2013 році очолив кінопремію «Ніка».
На даний час мешкає з родиною як у Росії, так і за кордоном, залежно від того, де працює.

### Антиукраїнські висловлювання
Відомий спектром антиукраїнських висловлювань, активно підтримав анексію Криму і називав півострів територіально частиною Росії. В іншому інтерв'ю заявив, що Україна — це Малоросія.

## Творчість
Перша самостійна повнометражна постановка — «Перший вчитель» (премія за найкращу жіночу роль Міжнародного кінофестивалю у Венеції, 1966; премія МКФ в Йері, 1967), що реалістично і разом з тим експресивно відобразила конфлікт нових віянь і патріархальних традицій у киргизькому селі. З того часу Міхалков-Кончаловський плідно працює сценаристом, створюючи сценарії до своїх фільмів, а також до картин інших режисерів (зокрема, до Андрія Рубльова А.Тарковського).
У 1967 Міхалков-Кончаловський поставив в стилістиці «документального реалізму» сільську драму «Історія Асі Клячиної», героїнею якого стала невдала самотня колгоспниця на прізвисько Ася-хромоножка. Фільм, що не збігався з шаблонним трактуванням життя радянського села, піддався численним цензурним поправкам і був покладений «на полицю» (його прокат в оригінальному варіанті відбувся більше двадцяти років опісля). Після досвіду, що так розчаровує, з фільмом на сучасну тему режисер звернувся до екранізації російської літературної класики і створив яскраві кінематографічні аналоги творів І. С. Тургенева («Дворянське гніздо») і А. П. Чехова («Дядя Ваня», приз МКФ в Сан-себастьяні, 1971).
У 1970-і роки в творчій еволюції режисера відбувається різкий поворот. За сценарієм Е.Грігорьєва він ставить поетичну драму про сучасну молодь «Романс про закоханих» (головний приз МКФ в Карлових Варах, 1974). Непростий в жанрових координатах фільм, заснований на зіставленні «романтичної» і «реалістичної» частин, користується великим глядацьким успіхом. Услід за цим Кончаловський декілька років працює над епопеєю «Сибіріада» (приз журі МКФ в Канні, 1978), події і герої якої — жителі глухого сибірського села Елань — простежуються з дореволюційних часів до 1970-х років. Епічний лад картини знайшов вираз не тільки в долях героїв декількох поколінь, але і у вражаючих звукозорових пасажах (оператор Л.Пааташвілі, композитор Е. Артем'єв). Примітно, що обом фільмам був властивий громадянсько-патріотичний пафос, який сприймався радше як органічний елемент їхньої стилістики, ніж наслідок вимушеного компромісу з владою. Режисер був удостоєний звання народного артиста РРФСР. Проте після постановки цих картин Кончаловський проявляє незговірливість у відносинах з керівництвом Держкіно СРСР і незабаром стає першим радянським режисером, що виїхав для роботи до Голлівуду.
У США Міхалков-Кончаловський був вимушений працювати в традиціях голлівудського «мейнстріму», віддаючи пріоритет сюжетній цікавості перед «психологією», соціальним типам — перед характерами, проте в деяких фільмах («Коханці Марії», «Гомер і Еді» — Гран-прі МКФ в Сан-Себастьяні) він зберіг характерні ознаки європейського стилю. Після конфлікту з продюсерами на зйомках фільму «Танго і Кеш» режисер був вимушений достроково розірвати контракт.
Після повернення до Росії новим героєм фільму Міхалкова-Кончаловського (поставленого в копродукції з США і Італією) став кіномеханік, що обслуговував перегляд Сталіна і його найближчого оточення («Ближній круг»). Потім режисер знов звернувся до теми і героїв фільму «Асине щастя» (Курочка-ряба), спробувавши ввести їх у контекст соціальної ломки 1990-х років. Наприкінці 1990-х років Кончаловський екранізував для американського телебачення старогрецький епос Одіссея, випустив дві книги мемуарів, займався постановкою масштабних театралізованих дій і оперних спектаклів.
За своє творче життя Кончаловський написав 23 сценарії, зробив декілька гучних театральних постановок, опублікував декілька книг, отримав безліч премій, нагород, звань.

## Фільмографія

### Акторські роботи
| Рік  | Назва                                  | Роль                                     |
| ---- | -------------------------------------- | ---------------------------------------- |
| 1961 | Суд божевільних                        |                                          |
| 1962 | Іванове дитинство                      | солдат                                   |
| 1964 | Мені двадцять років («Застава Ілліча») | Юрій                                     |
| 1994 | Курочка Ряба                           | клієнт в перукарні, в титрах не вказаний |

### Інша участь у фільмах
| Рік  | Тип | Назва                                                   | Роль                         |
| ---- | --- | ------------------------------------------------------- | ---------------------------- |
| 1960 | ф   | Коток і скрипка                                         | сценарист                    |
| 1961 | ф   | Хлопчик і голуб                                         | сценарист, режисер           |
| 1962 | ф   | Іванове дитинство                                       | сценарист                    |
| 1965 | ф   | Перший вчитель                                          | режисер, сценарист           |
| 1967 | ф   | Історія Асі Клячиної, яка любила, та не вийшла заміж    | режисер                      |
| 1967 | ф   | Ташкент — місто хлібне                                  | сценарист                    |
| 1969 | ф   | Андрій Рубльов                                          | сценарист                    |
| 1969 | ф   | Дворянське гніздо                                       | режисер, сценарист           |
| 1970 | ф   | Дядя Ваня                                               | режисер, сценарист           |
| 1970 | ф   | Кінець отамана                                          | сценарист                    |
| 1972 | ф   | Чекаємо тебе, хлопче                                    | сценарист                    |
| 1972 | ф   | Сьома куля                                              | сценарист                    |
| 1972 | ф   | Несподівані радощі                                      | сценарист                    |
| 1973 | ф   | Лютий                                                   | сценарист                    |
| 1973 | ф   | Шанувальник                                             | сценарист                    |
| 1974 | ф   | Романс про закоханих                                    | режисер                      |
| 1974 | ф   | Пісня про Маншук                                        | сценарист                    |
| 1975 | ф   | Одного життя мало                                       | сценарист                    |
| 1976 | ф   | Раба любові                                             | сценарист                    |
| 1977 | ф   | Транссибірський експрес                                 | сценарист                    |
| 1978 | ф   | Кров і піт                                              | сценарист                    |
| 1978 | ф   | Сибіріада                                               | режисер, сценарист           |
| 1980 | ф   | Зламане вишневе деревце                                 | режисер                      |
| 1984 | ф   | Коханці Марії / Maria's Lovers                          | режисер, сценарист           |
| 1985 | ф   | Потяг-утікач                                            | режисер                      |
| 1986 | ф   | Дует для соліста / Duet for One (за п'єсою Т.Кемпінскі) | режисер, сценарист           |
| 1987 | ф   | Сором'язливі люди / Shy People                          | режисер, сценарист           |
| 1989 | ф   | Танго і Кеш                                             | режисер                      |
| 1990 | ф   | Гомер і Еді                                             | режисер                      |
| 1991 | ф   | Ближнє коло                                             | режисер, сценарист           |
| 1994 | ф   | Курочка Ряба                                            | режисер, сценарист, продюсер |
| 1995 | ф   | Люм'єр і компанія                                       | режисер, сценарист           |
| 1997 | ф   | Одіссея                                                 | режисер                      |
| 2002 | ф   | Дім дурнів                                              | режисер, продюсер            |
| 2003 | ф   | Лев узимку                                              | режисер                      |
| 2003 | док | Сергій Прокоф'єв (цикл «Генії»)                         | режисер                      |
| 2003 | док | Сергій Рахманінов (цикл «Генії»)                        | режисер                      |
| 2004 | док | Юрій Андропов (цикл «Тягар влади»)                      | режисер                      |
| 2004 | док | Гейдар Алієв (цикл «Тягар влади»)                       | режисер                      |
| 2005 | док | Культура — це доля                                      | автор ідеї, провідний        |
| 2006 | док | Олександр Скрябін (цикл «Генії»)                        | режисер                      |
| 2006 | док | Ігор Стравінський (цикл «Генії»)                        | режисер                      |
| 2006 | док | Дмитро Шостакович (цикл «Генії»)                        | режисер                      |
| 2006 | док | Володимир Софроницький (цикл «Генії»)                   | режисер                      |
| 2007 | ф   | Мороз по шкірі                                          | сценарист, продюсер          |
| 2007 | ф   | У кожного своє кіно епізод «У темряві» («Dans le Noir») | режисер                      |
| 2007 | ф   | Глянець                                                 | режисер, сценарист           |
| 2008 | ф   | Демони Санкт Петербурга                                 | сценарист                    |
| 2010 | ф   | Остання неділя                                          | виконавчий продюсер          |
| 2010 | ф   | Лускунчик і Щурячий Король                              | режисер, сценарист, продюсер |
| 2012 | док | Битва за Україну                                        | режисер, сценарист           |
| 2014 | ф   | Білі ночі листоноші Олексія Тряпіцина                   | режисер, сценарист, продюсер |
| 2016 | ф   | Рай                                                     | режисер, сценарист           |
| 2019 | ф   | Гріх                                                    | режисер                      |
| 2020 | ф   | Дорогі товариші                                         | режисер, сценарист           |

### Відеокліпи
- «Дорогі мої москвичі» (2007), співак Діма Білан
- «O Sole Mio» (2007), співак Діма Білан

### Нагороди
- 1962 — «Хлопчик і голуб» — курсова робота (спільно з Е.Осташенко). Головний приз (конкурс дебютів) на МКФ для дітей та юнацтва у Венеції-1962 (Італія).
- 1962 — «Іванове дитинство» — автор сценарію спільно з В.Богомоловим, М.Папава, А. Тарковського. «Золотий лев» на МКФ у Венеції-1962 (Італія).
- 1969 — «Андрій Рубльов» — автор сценарію спільно з А. Тарковським. Приз ФІПРЕССІ на МКФ в Канні-1969 (Франція).

## Фільми про Кончаловського
- 2007 — «Андрій Кончаловський. Сцена» — документальний фільм, режисер Микита Тихонов
- 2007 — «Андрій Кончаловський. Екран» — документальний фільм, режисер Олексій Колесников

## Театральні проекти
- «Євгеній Онєгін» — спектакль, Ла Скала, Італія, 1985 р.
- «Пікова дама» — спектакль, Ла Скала, Італія, 1990 р.
- «Міс Жюлі» — спектакль, Театр на Малій Бронній, Москва, 2005 р., 2007 р.
- «Король Лір» — спектакль, Na Woli, Варшава, 2006 р.
- «Чайка» — спектакль, Одеон, Париж, 1987 р., Театр імені Мосради, Москва, 2004 р., гастролі в Італії, 2007 р.
- «Дядя Ваня» — спектакль, Театр імені Мосради, Москва, 2009 — по даний час р., гастролі в Італії 2009 р., в Прибалтиці 2009 р., в Ізраїлі 2010

## Опери
- «Наша древня столиця» — музичне дійство на честь святкування 850-річчя Москви, Червона площа, 1997 р.
- «Війна і мир» — опера, Маріїнський театр, Санкт-Петербург, 2000 р., Метрополітен-опера, Нью-Йорк 2002 і 2009 рр..
- «Бал Маскарад» — опера, Театро Реджіо, Італія, 2001 рік., Маріїнський театр, Санкт-Петербург, 2001 р.
- «Святкування 300-річчя Санкт-Петербурга» — видовищне шоу, Санкт-Петербург, 2003 р.
- «Борис Годунов» — опера, Театро Реджіо, Італія, Турин 2010

## Сім'я

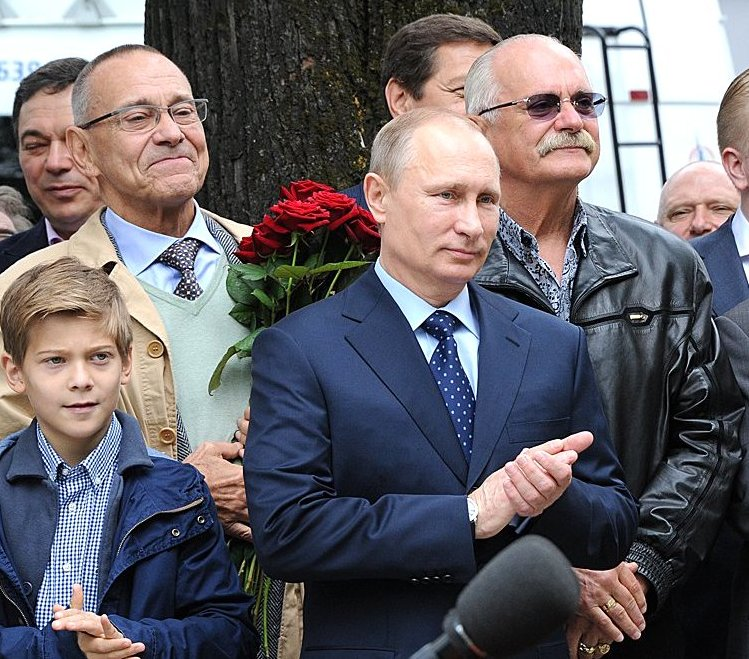
Андрій Кончаловський з молодшим сином Петром, Президент Росії Володимир Путін, Микита Михалков на церемонії відкриття пам'ятника С. В. Михалкову,

Прадід по материнській лінії — російський художник Василь Суріков.
Дід — художник Петро Кончаловський.
Батько — Сергій Міхалков, драматург, поет, дитячий письменник.
Мати — поетеса, перекладачка Наталя Кончаловська.
Старша сестра Катерина — дочка від першого шлюбу Наталі Кончаловської. Була одружена з радянським письменником Юліаном Семеновим.
Молодший брат — кінорежисер Микита Міхалков.

### Дружини
Був одружений п'ять разів, його дружини:
1. Ірина Кандат, балерина (з 1955 по 1957 рр..)
2. Наталія Арінбасарова, балерина і актриса (з 1965 по 1969 рр..)
3. Вівіан Михалкова (Годе), француженка, сходознавець (з 1969 по 1980 рр..)
4. Ірина Мартинова, диктор телебачення (з 1990 по 1997 рр..)
5. Юлія Висоцька, актриса і телеведуча (з 1998 року по теперішній час)

### Діти
- Син Єгор Кончаловський (нар. 1966), кінорежисер (від другої дружини).
- Донька Олександра (нар. 1970) (від третьої дружини).
- Донька Дарина (нар. 1980) від актриси Ірини Бразговка.
- Доньки: Наталя (нар. 1991) і Олена (нар. 1993) (від четвертої дружини).
- Донька Марія (нар. 1999) і син Петро (нар. 2003) (від п'ятої дружини).

### Онуки
- онука Марія (2001) — донька Єгора
- три онучки від доньки Олександри
- три онуки і одна онука від доньки Дарії